# هاريسون أشبي
هاريسون أشبي (مواليد 14 نوفمبر 2001) هو لاعب كرة قدم إسكتلندي يلعب في مركز المدافع في نادي نيوكاسل يونايتد. شارك مع منتخب إسكتلندا في الفئات السنية.

## روابط خارجية
- هاريسون أشبي على موقع إي إس بي إن إف سي (الإنجليزية)
- هاريسون أشبي على موقع قاعدة بيانات كرة القدم.إي يو (الإنجليزية)
- هاريسون أشبي على موقع Soccerbase.com (لاعب) (الإنجليزية)
- هاريسون أشبي على موقع Soccerway.com (الإنجليزية)
- هاريسون أشبي على موقع عالم كرة القدم.نت (الإنجليزية)